# Почаевичский сельсовет
Почаевичский сельсовет — упразднённая административная единица на территории Чашникского района Витебской области Республики Беларусь.

## Состав
Почаевичский сельсовет включал 25 населённых пунктов:
- Андрияново — деревня
- Балино — деревня
- Гили — деревня
- Должица — деревня
- Дубровицы — деревня
- Дубровки — деревня
- Дуброво — деревня
- Закурье — деревня
- Кажары — деревня
- Колмаки — деревня
- Красное Утро — посёлок
- Красный Борец — деревня
- Кушнеровка — деревня
- Лыски — деревня
- Московская Гора — деревня
- Невгодово — деревня
- Новоселки — деревня
- Плавник — деревня
- Почаевичи — деревня
- Придворье — деревня
- Руть — деревня
- Слидцы — деревня
- Сорочино — деревня
- Стаище — деревня
- Туровщина — деревня